# Аті (Чад)
Аті (фр. Ati, араб. أتي трансліт. Atī) — місто в центральному Чаді, столиця регіону Батха і департаменту Західна Батха. Населення 24 074 (2006).

## Географія
Аті розташоване на автотрасі Нджамена — Хартум за 450 км на схід від столиці країни Нджамени. Місто розташоване біля річки Батха, яка наповнюється водою лише ненадовго після сильних дощів.

### Клімат
Місто знаходиться у зоні, котра характеризується кліматом тропічних пустель. Найтепліший місяць — квітень із середньою температурою 32.8 °C (91 °F). Найхолодніший місяць — січень, із середньою температурою 23.9 °С (75 °F).
| Клімат Аті              | Клімат Аті | Клімат Аті | Клімат Аті | Клімат Аті | Клімат Аті | Клімат Аті | Клімат Аті | Клімат Аті | Клімат Аті | Клімат Аті | Клімат Аті | Клімат Аті | Клімат Аті |
| Показник                | Січ.       | Лют.       | Бер.       | Квіт.      | Трав.      | Черв.      | Лип.       | Серп.      | Вер.       | Жовт.      | Лист.      | Груд.      | Рік        |
| Середня температура, °C | 24         | 26         | 30         | 33         | 33         | 32         | 29         | 27         | 28         | 29         | 27         | 24         | 28         |
| Норма опадів, мм        | 0          | 0          | 1          | 1          | 16         | 28         | 114        | 173        | 61         | 4          | 0          | 0          | 397        |
| ----------------------- | ---------- | ---------- | ---------- | ---------- | ---------- | ---------- | ---------- | ---------- | ---------- | ---------- | ---------- | ---------- | ---------- |
| Джерело: Weatherbase    |            |            |            |            |            |            |            |            |            |            |            |            |            |

## Історія
Через своє стратегічне розташування Аті ставало ареною важливих битв громадянської війни у Чаді і лівійсько-чадського конфлікту. У травні 1978 року урядові війська, підтримані французькими миротворцями, зупинили біля Аті наступ північних повстанців FROLINAT на столицю. У січні 1982 року заїрські миротворці врятували місто від захоплення загонами Хіссена Хабре (Хабре захопив місто пізніше, у травні того ж року).

## Визначні особи
Тут народився діяч чадського повстанського руху Ахмед Хассан Муса.

## Транспорт
У місті існує невеликий аеропорт (код IATA: ATV, ICAO: FTTI).